# 齿状丘脑束
齿状丘脑束（英語：dentatothalamic tract）是一条起源于小脑齿状核，沿着同侧小脑上脚走行，随后到达对侧红核和丘脑的神经束。 